# Зграда бивше апотеке „Карло Скацел”
Зграда бивше апотеке „Карло Скацел“ је споменик културе у Пироту. Зграду је подигао Карло Скацел, за потребе апотеке. Сада се у приземљу зграде налазе продавнице и бутици.

## Изглед
Зграда садржи приземље и спрат. Пројектована је и изведена као зграда у низу, постављена на регулациону линију улице. 
Фасада према улици одражава напуштање академских утицаја и окретање ка стварању у духу нових архитектонских идеја. Фасада је подељена на три дела од којих су два ужа и наглашена атикама. 
Грађена је у стилу неоренесансе и необарока. 
У приземљу се тежило отварању великих правоугаоних излога како би зидне површине биле сведене на широке ступце с хоризонталним спојницама и средњим вертикалним тракама и лизенама.
На спрату се налазе класично моделизовани отвори које су у ствари масивне профилисане конзоле које носе балкон и орнаменти изнад завршног венца комбиновани су са сецесијски обликованим парапетним плочама, натпрозорним гредама, спојевима лизена и кровног венца и атикама.